# Anders Tegnér
Bo Anders Tegnér, född 4 mars 1982 i Älvdalen, är gitarrist och låtskrivare i Larz-Kristerz sedan 2010. Men spelade med bandet som vikarie redan 2007. Han har tidigare spelat med sitt eget rockabillyband Little Aron & The East Side River Boys och med Billy Opel.
Tegnér utbildade sig på Skinnskattebergs folkhögskola samt Stockholms universitet och Kungliga Musikhögskolan.
Nominerades till årets musiker på Guldklaven i Malung 2017 och 2019.
Anders är bosatt i Stockholm sedan 2009.

## Diskografi

### Album
- Rock'n'Roll Trio (2003)
- We're Gonna Rock´n´Roll (2005)
- Billy Opel Trio (2007)
- Inspiration (2010)
- Små Ord Av Guld (2010) (Medverkar som musiker på titelspåret)
- Från Älvdalen till Nashville (2011)
- Det måste gå att dansa till (2013)
- På Fri Fot (2014)
- 40 mil från Stureplan (2014)
- Våra Bästa (2015)
- Rätt Å Slätt (2016)
- Det Går Bra Nu (2018)
- Lättare Sagt Än Gjort (2020)
- Stuffparty 4 (2021)

### Singlar
- Dance With Somebody/Här På Landet (2011)
- En Pilsner i Juni (2018)
- Inget Nytt Under Solen (2018)
- Kurragömma (2019)
- Man Tänker På Henne Igen / Min Sista Dans (2020)
- Claras Clown (2020)
- Du Var Precis Dig Lik / Get On A Plane / Lika Vacker Nu Som Då (2021)
- Knappt En Knapp Knäppt (2021)
- Fake News (2021)
- Här Kommer Mårtensson (2021)